# 239 (číslo)
Dvě stě třicet devět je přirozené číslo, které následuje po čísle dvě stě třicet osm a předchází číslu dvě stě čtyřicet. Římskými číslicemi se zapisuje CCXXXIX a řeckými číslicemi σλθ.

## Matematika
239 je:
- Prvočíslo Sophie Germainové (padesáté druhé prvočíslo)
- Nešťastné číslo
- Nepříznivé číslo
- Menší z čísel prvočíselné dvojice
- Na vyjádření čísla 239 pomocí součtu čtvercových čísel jsou tato čísla potřeba čtyři (takový počet už stačí podle Lagrangeovy věty o čtyřech čtvercích pro každé přirozené číslo)

## Chemie
- 239 je nukleonové číslo třetího nejstabilnějšího izotopu plutonia[1]

## Astronomie
- (239) Adrastea je planetka hlavního pásu, kterou objevil v roce 1884 Johann Palisa

## Doprava
- Silnice II/239 je česká silnice II. třídy vedoucí na trase Černčice – Peruc – Šlapanice – Černuc[2]

## Ostatní
- +239 je mezinárodní telefonní předvolba Svatého Tomáše a Princova ostrova

## Roky
- 239
- 239 př. n. l.